# Nagy Ildikó (protokollszakértő)
Nagy Ildikó (Marosvásárhely, 1941. augusztus 13. – Budapest, 2021. november 20.) címzetes docens, mestertanár, protokollszakértő, újságíró, a Magyar Protokollosok Országos Egyesületének tagja, a Magyar Arany Érdemkereszt polgári tagozatának kitűntetettje (2020), a Budapesti Metropolitan Egyetem Szakirányú Továbbképzési Központ protokoll szaktanácsadó-rendezvényszervező szakirány szakvezetője.

## Családja
Szülei: Nagy Dezső, Monor város díszpolgára és Kátay Irén.
Gyermekei: Árpási Levente (1965-2006), Árpási Kolos (1972-2019), Bezzegh Karolina (1978-)

## Foglalkozása
Címzetes docens, mestertanár, protokollszakértő.

## Szakterületei
Diplomáciai, állami és hivatali protokoll, diplomáciai rendezvények, delegációs programok, konferenciaszervezés, nemzetközi rendezvényszervezés, vendéglátási alkalmak szervezése, közszereplő viselkedéskultúrája, általános viselkedéskultúra, megjelenéskultúra, üzleti etikett és protokoll, etikett és protokoll. 

## Szervezeti tagság
Magyar Protokollosok Országos Egyesülete

## Iskolái
1979-1983 ELTE TTK, pedagógia - nevelésszociológia szak
1965-1969 Tanárképző Főiskola, Szeged, magyar - történelemszak
2006 Protokoll szakértő
Szakképzési szakértő, OKÉV - Oktatási Minisztérium

## Munkahelyei
Budapesti Metropolitan Egyetem - címzetes docens, mestertanár
Kodolányi János Főiskola - főiskolai tanár
Las Vegas Casinó - osztályvezető 
Első Magyar Játékkaszínó - osztályvezető, ügyvezető igazgató 
Pest Megyei Tanács - igazgató helyettes

## Életpályája
1941. augusztus 13-án született Marosvásárhelyen. Az öt testvér közül ő volt a legidősebb gyermek. Erdélyből először Svájcba mentek, de túl nagy volt a család honvágya, így haza jöttek Magyarországra.   
Kétszer ment férjhez. Első férje Árpási Károly. Gyermekek: Árpási Levente és Árpási Kolos.   
Második férje Bezzegh István. Gyermek: Bezzegh Karolina.   
Közel 20 évig volt a Magyar Protokollosok Országos Egyesületének tagja, több évig alelnöke. A hallgatói tagozat ötletadója.. A X. jubileumi versenyen került átadásra először a kollégái kezdeményezésére, lánya támogatásával, a tiszteletére alapított és nevét viselő díj, melyet minden évben a kiemelkedő protokoll oktatói munkáért adnak át.  
Szakmai pályafutásának kiemelkedő állomása volt, amikor a Metropolitan Egyetem Protokoll szaktanácsadó és rendezvényszervező szakirányú továbbképzések szakvezetője lett. Szaktudását, elhivatottságát több alkalommal is jutalmazták, 2020-ban a Magyar Arany Érdemkereszt polgári tagozatának kitüntetésével ismerték el a protokoll és viselkedéskultúra területén végzett kiváló oktatói, oktatásszervezői, tananyagfejlesztői munkáját és tehetséggondozó tevékenységét. 
Rendszeresen előadásokat, tanfolyamokat tartott az oktatott témákból Minisztériumokban, iskolákban,  határon túli intézményekben is. A vele készült interjúk rádiókban és a televízióban is hallhatóak, láthatóak voltak. 
"Protokoll viselkedéskultúra" jegyzetét a távoktatásban használják. Írásait a Raabe Kiadó jelentette meg a "Szónoklatok nagykönyve - Polgármestereknek" című kiadványban, melyet több európai nyelvre is lefordítottak. 
Utolsó interjú: Zuglói Lapok 2021. szeptember,  "Tudni illik, hogy mi illik".
Magyar Krónika 2017. március,  Mestersége: protokoll-szakértő.

## Emlékezete
A X. jubileumi Nemzetközi Kommunikációs Viselkedéskultúra és Protokoll  versenyen  került átadásra először a kollégái kezdeményezésére, lánya támogatásával, a tiszteletére alapított és nevét viselő díj, melyet minden évben a kiemelkedő protokoll oktatói munkáért adnak át. 

## Publikációi
2005 - Közszereplők viselkedéskultúrája - Raabe Tanácsadó és Kiadó Budapest
2006 - Közszereplők viselkedéskultúrája - /EU.tagállamai részére Raabe Kiadó - Prága
2007 - Nemzetközi etikett és protokoll - távoktatási jegyzet-Kodolányi János Főiskola
2008 - Rendezvényszervezés - a felnőttképzés szolgáltatáshoz - Nemzeti Felnőttképzési Intézet